# آرتسبرغ
آرزبرغ (اوبرفرانكن) (بالألمانية: Arzberg, Bavaria) هي بلدة ألمانية و مدينة تقع في ألمانيا في منطقة فونزيدل. يقدر عدد سكانها بـ 5,893 نسمة .

## المدن التوأمة
مدن Arzberg، ساوث بند و Horní Slavkov هي مدن توأمة لـآرزبرغ (اوبرفرانكن).